# Shinano (Fluss)
Der Shinano (jap. 信濃川, -gawa) ist mit 367 Kilometern Länge der längste Fluss Japans.
Er entspringt in der Präfektur Nagano am Berg Kobu-Shigatake und fließt außerdem
durch Niigata. In der Präfektur Nagano trägt er jedoch den Namen Chikuma (jap. 千曲川, -gawa). Der Shinano hat ein Einzugsgebiet von 11.900 km².
Vor allem der Unterlauf plagte die Umgebung durch häufige Überschwemmungen, bis man einen Entlastungsarm „Shin-Shinanogawa“ anlegte, der 1922 fertiggestellt wurde. Dieser nimmt nun, beginnend 9 Kilometer von der Mündung entfernt, die Hauptmasse des Wassers auf.
Der Fluss wird genutzt für Bewässerung, Stromerzeugung, für die Industrie und für Trinkwassergewinnung.

## Verlauf des Flusses
Der Shinano durchfließt folgende Orte:
- Präfektur Nagano:
  - Saku
  - Komoro
  - Tōmi
  - Ueda
  - Chikuma
  - Nagano
  - Nakano
  - Iiyama
  - Nozawa Onsen
- Präfektur Niigata
  - Tōkamachi
  - Ojiya
  - Nagaoka
  - Sanjō
  - Kamo
  - Niigata